# Prostitution au Pakistan

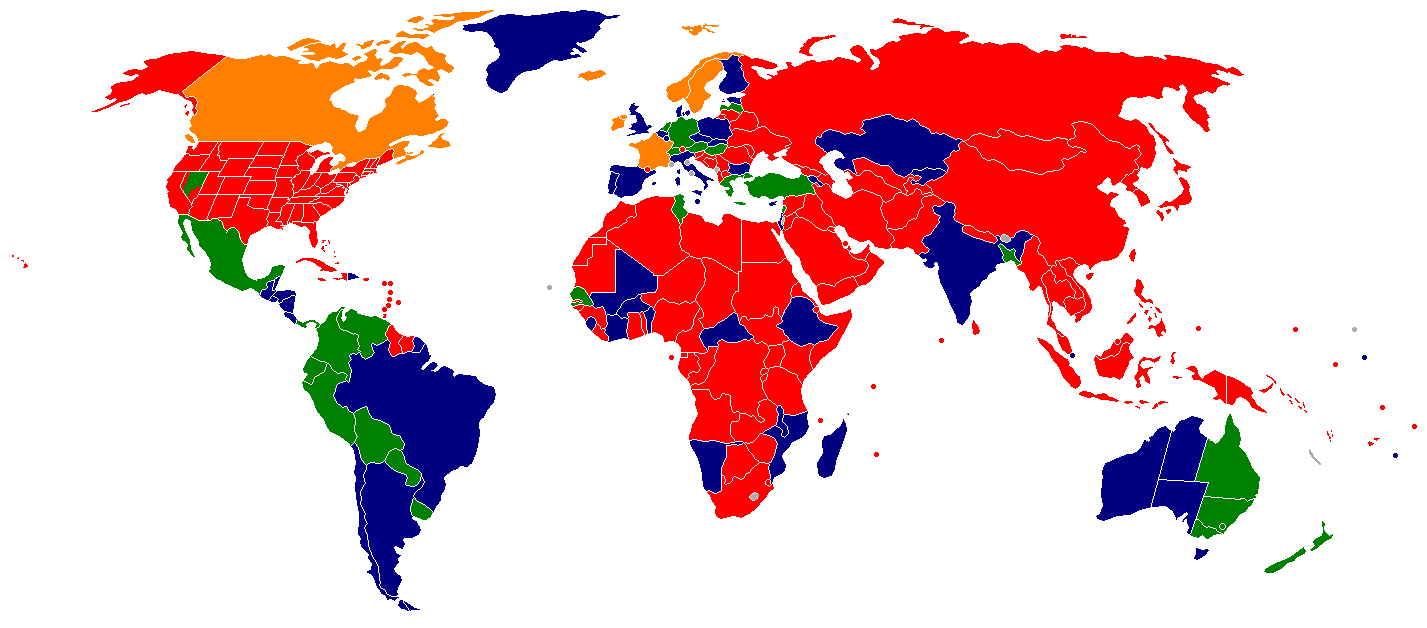
État de la législation sur la prostitution dans le monde
Prostitution légale et encadrée par des lois
Prostitution tolérée, pas légalisée, et donc pas réglementée. Les activités organisées (maisons closes ou proxénétisme) sont illégales
Prostitution illégale (les personnes prostituées et/ou les clients sont punis par la loi)
Idem (prostitution illégale)
Non renseigné

La prostitution au Pakistan est illégale mais largement répandue, bien qu'elle soit un tabou dans la société. Elle s'organise le plus souvent sous la forme de bordels illégaux ou d'escorts individuels. Elle pose de nombreux problèmes de trafics d'êtres humains, d'esclavages sexuels et de pédophilies.  
La prostitution est anciennement pratiquée dans la région et a été encadrée par les autorités coloniales britanniques sous le Raj en Inde. Entre l'indépendance du Pakistan et 1947 et 1979, celle-ci reste de fait tolérée mais le second régime militaire de l'histoire du pays, qui entend islamiser le pays, met en place une forte répression. 

## Histoire

### Avant la prohibition
Sous le Raj britannique, les autorités tentent de réguler la prostitution et accordent des exceptions, en permettant l'établissement de « quartiers rouges » contrôlés dans certaines villes. On en trouve notamment à Karachi, Lahore ou Multan. Les villes gérant ces zones sont chargées de taxer les bordels et d'assurer des conditions sanitaires satisfaisantes.
À l'indépendance en 1947, la prostitution ne bénéficie plus d'aucune reconnaissance officielle au Pakistan. Elle est cependant largement tolérée et pratiquée dans tout le pays. Les lois sur le trafics d'êtres humains sont de même largement ignorées, alors que d'importants fonctionnaires, hommes politiques ou officiers de police ferment les yeux en bénéficiant même largement de la prostitution.

### Depuis la prohibition
En 1979, la pénalisation de la prostitution a été largement renforcée alors que la loi visait jusqu'ici surtout les trafics de personnes mineures. L'adoption de l'ordonnance Hudood interdit directement la prostitution, mais aussi indirectement avec des mesures à l'encontre des relations hors mariages et de la sodomie. Ce texte de loi vise à islamiser le droit pénal pakistanais, deux ans après le coup d'État du 5 juillet 1977 mené par le chef de l'armée Muhammad Zia-ul-Haq qui renverse le régime civil de Zulfikar Ali Bhutto, instaurant une dictature militaire qui durera un peu plus de dix ans. 
Malgré cette répression, la prostitution et le trafic d'êtres humains restent répandus dans le pays malgré la fermeture des quartiers rouges. De nombreux mineurs sont de même impliqués dans les réseaux, notamment dans les familles les plus pauvres, et certains sont kidnappés dans le but d'être asservis à des réseaux pédophiles. La prostitution masculine est également anciennement présente dans le pays, mais aurait tendance à augmenter. Les clients seraient avant surtout des homosexuels des classes moyennes et supérieures. De plus, l'esclavage sexuel de jeunes garçons se pratique anciennement dans certaines familles puissantes (« Bacha bazi »), surtout de la province de Khyber Pakhtunkhwa.
Les autorités ferment souvent les yeux sur ces pratiques, notamment en percevant des pots-de-vin ou avantages en nature de ces réseaux. En 2016, l'ONUSIDA estime le nombre de personnes impliquées dans le commerce du sexe à 229 441 personnes, soit environ un habitant sur mille. Près de 20 000 seraient des mineurs selon une estimation en 2003. 

## Loi
La prostitution est illégale selon le Code pénal pakistanais dans son article 371, dont son alinéa B qui dispose que : 

« Quiconque achète, embauche où de tout autre manière dispose d'une personne dans l'intention que cette personne soit à un quelconque moment employée ou utilisée dans un but de prostitution ou de tout autre rapport illicite, ou dans tout but illégal ou immoral (...), sera punie d'une peine d’emprisonnement pouvant s'étendre jusqu'à 25 ans ainsi qu'une amende »

La loi pénale pakistanaise est par ailleurs grandement influencée par le code pénal britannique imposé en Inde en 1892. De plus, la prostitution homosexuelle est également indirectement punie par la loi au titre de l'illégalité de ces pratiques en général, notamment la sodomie. L'article 377 du code pénal prévoit en effet l'interdiction de toute relation « contre l'ordre de la nature » et prévoit une peine allant de deux ans de prison jusqu'à la perpétuité. 